# Red Pollard
John M. « Red » Pollard (27 octobre 1909 et mort le 7 mars 1981) était un jockey canadien. Pollard a concouru sur des hippodromes aux États-Unis et est surtout connu pour avoir monté le pur-sang américain Seabiscuit. 

## Famille
Red Pollard était le petit-fils de Michael Pollard, né en Irlande. Michael émigra dans le New Jersey en 1850, puis déménagea dans l'Illinois en 1855 avant d'épouser l'immigrante irlandaise Bridget Moloney en 1863. Ils déménagèrent ensuite en Iowa en 1870, où le père de Red, John A., naquit en 1875. 
John A. immigra à Edmonton, en Alberta, en 1898. À l'aube du 20e siècle, il fonda avec son frère Frank la briqueterie Pollard Bros. 
John M. « Red » Pollard nait à Edmonton en 1909. Il passe ses premières années dans un cadre plutôt aisé, mais la briqueterie familiale est détruite lorsque la rivière Saskatchewan Nord déborde en 1915, plongeant instantanément la famille dans la pauvreté.

## Carrière
Red Pollard mesurait 1,70 m et pesait 52 kg, ce qui est considéré comme grand pour un jockey. Au début de sa carrière, il a perdu la vue de l'œil droit en raison d'un traumatisme crânien dû à une pierre propulsée par un cheval lors d'un entraînement. Comme il n'aurait pas été autorisé à monter à cheval si l'étendue de sa blessure avait été connue, il a gardé secret sa perte de vision pendant le reste de sa carrière. 
Alors qu'il est à Détroit en 1936, Pollard est engagé par l'entraîneur de chevaux Tom Smith pour monter Seabiscuit, un cheval qui appartient à Charles S. Howard. La première victoire de l'équipe est à la course Governor's Handicap, en 1936. Pollard et Seabiscuit ont remporté de nombreuses courses importantes ; ils étaient considérés par la plupart comme le meilleur binôme jockey-cheval de courses aux États-Unis à l'époque. En 1940, Pollard est le jockey de Seabiscuit - alors âgé de sept ans - lorsqu'ils remportent le Santa Anita Handicap au Santa Anita Park à Arcadia, en Californie. Ce fut la dernière course de Seabiscuit. Pollard a monté Seabiscuit 30 fois avec 18 victoires. 
Après la saison de 1940, Pollard achète une maison à Pawtucket, Rhode Island. Pollard a continué la compétition jusque dans les années 1950, principalement en Nouvelle-Angleterre. Il devient finalement valet pour jockeys au parc Narragansett dans l'État de Rhode Island. 

## Dans les médias
L'acteur Tobey Maguire interprète Pollard dans le film Pur Sang, la légende de Seabiscuit (2003). 

## Vie privée
Outre les dommages à sa vision précédemment mentionnés, Pollard a subi d'autres blessures graves pendant le cours de sa carrière. En février 1938, il chute lors d'une course qu'il menait sur Fair Knightess, un autre cheval appartenant à Howard. Sa poitrine est écrasée par le poids de l'animal, et ses côtes et son bras sont brisés. Il subit une intervention chirurgicale importante et faillit mourir dans l'incident. En juillet de la même année, alors qu'il s'est remis de ses blessures et qu'il a recommencé à travailler, sa jambe est brisée par un cheval en fuite. Alors qu'il était presque remis, il se casse à nouveau la jambe en marchant dans un trou. Howard, qui considérait Pollard comme un fils, a payé ses factures médicales pendant toute la durée de leur collaboration. 
Pendant qu'il se remettait de ses blessures de juillet 1938, Pollard tombe amoureux de son infirmière, Agnes Conlon. Ils se marient l'année suivante et ont deux enfants, Norah et John. 
Pollard est décédé le 7 mars 1981 à Pawtucket. Il est enterré au cimetière Notre-Dame aux côtés de sa femme. 